# Terreno di Löffler
Il terreno di Löffler è un terreno di coltura selettivo per i corinebatteri costituito da siero e brodo glucosato. 
Si tratta di un terreno solido a becco di clarino che consente ai corinebatteri di riprodursi senza favorire la crescita degli streptococchi normalmente presenti nella gola. 
Le cellule dei corinebatteri contengono granuli di polifosfato (corpi di Babés-Ernst) che si colorano metacromaticamente con blu di metilene o blu di toluidina e che sono osservabili alle estremità dei microrganismi che si riproducono lentamente in terreni subottimali.